# Itakura
Itakura (板倉町?) è una cittadina giapponese della prefettura di Gunma.